# سیارک ۲۲۷۷۶
سیارک ۲۲۷۷۶ (به انگلیسی: 22776 Matossian، نامگذاری:1999CS24) بیست و دو هزار و هفتصد و هفتاد و ششمین سیارک کشف شده‌است که در ۱۰ فوریه ۱۹۹۹ کشف شد.
قدر مطلق سیارک برابر ۱۴.۱ است.